# معركة كوليشيو
معركة كوليشيو (26-29 أبريل 1945) معركة في الحرب العالمية الثانية بين الفرقة الاستكشافية البرازيلية الأولى ( Força Expedicionária Brasileira - FEB)، جنبًا إلى جنب مع الثوار الإيطاليين ووحدات من فرق المشاة الأمريكية الأولى والثانية والتسعين، وفرقة المشاة 148 في الفيرماخت.   خاضت المعركة حول مدينة فورنوفو دي تارو على بعد حوالي 8 ميل (13 كـم) إلى الجنوب الغربي من بارما، إيطاليا. هزم الحلفاء قوات المحور، التي كانت تحاول الاختراق شمالا.  
في 28 أبريل، قامت القوة البرازيلية السادسة بهجوم على فورنوفو، حيث استسلم الجنرال الألماني أوتو فريتر بيكو مع الفرقة 148، بما يقرب من 15000 من القوات الألمانية والفاشية الإيطالية في صباح يوم 29 أبريل. 

## اقتباسات
1. 1 2  Histropedia، QID:Q23038974
2. 1 2 3  Donato 1996.
3. ↑  Chase 1995, p.90
4. ↑  Bohmler, 1964. Chapter IX (final)